# Goodacre (cráter)

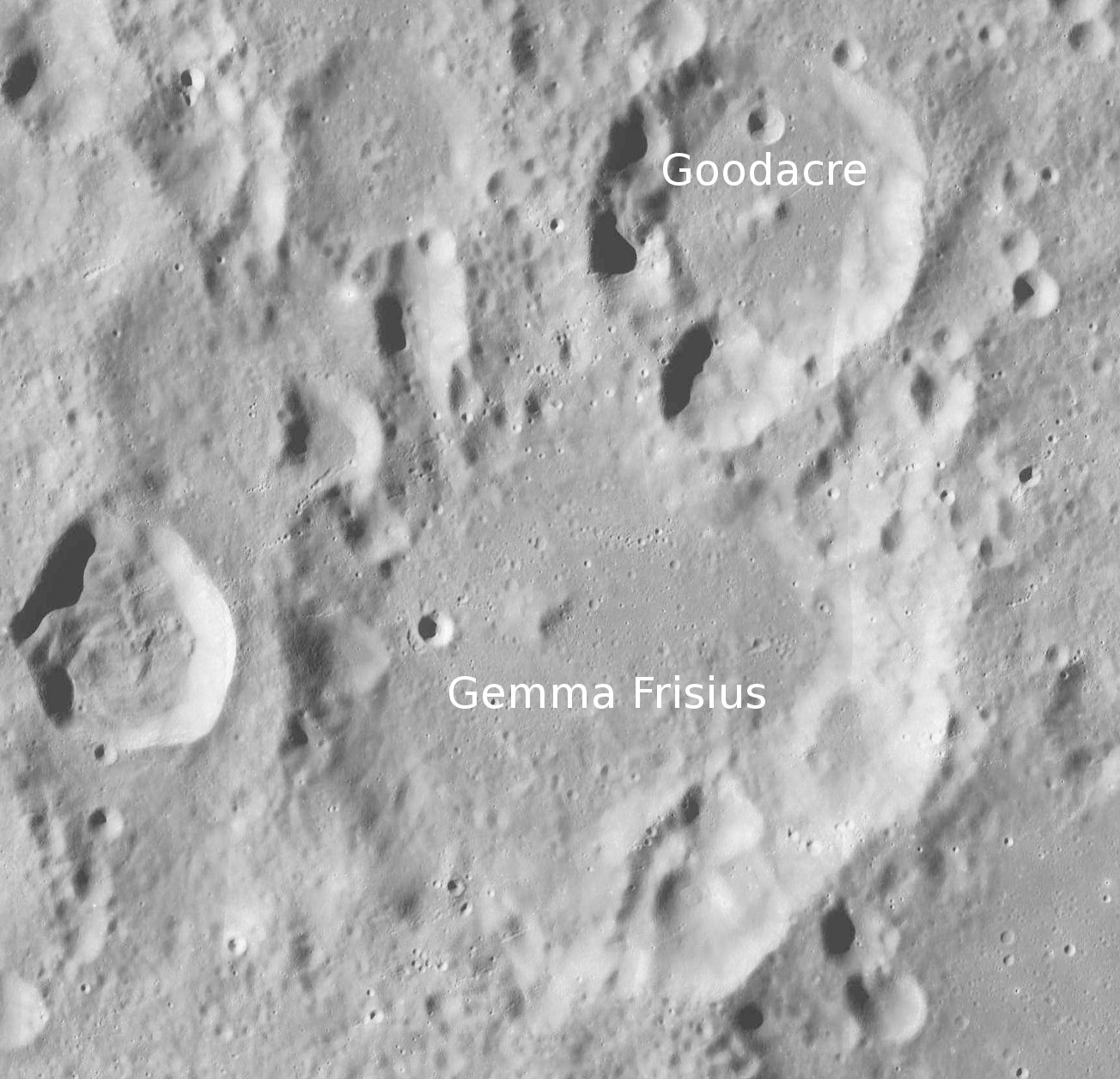
Gemma Frisius con Goodacre. Fotografía de la misión Lunar Reconnaissance Orbiter

Goodacre es un cráter de impacto ubicado en las accidentadas sierras del sur de la cara visible de la Luna. En su lado norte-noreste exterior está unido al cráter Gemma Frisius, una formación muy desgastada y mucho más grande. Alrededor de a dos diámetros de distancia al norte de Goodacre se encuentra el cráter Pontanus.
El borde externo ha sido desgastado por impactos más pequeños, especialmente en el lado sur, muy dañado. El cráter satélite Goodacre G, que presenta un perfil ligeramente deformado, se encuentra al otro lado de la zona donde se unen los brocales de Goodacre y de Gemma Frisius. El suelo interior posee una pequeña elevación central, con un pequeño cráter cerca de la pared interna del lado norte. Se pueden apreciar restos del material del sistema de marcas radiales del cráter Tycho a lo largo del borde sudoeste de Goodacre, formando una línea tenue que atraviesa el pico central.

## Cráteres satélite
Por convención estos elementos son identificados en los mapas lunares poniendo la letra en el lado del punto medio del cráter que está más cerca de Goodacre.
|          | \| Goodacre \| Coordenadas \| Diámetro \| \| -------- \| ----------------------------- \| -------- \| \| B \| 31°48′S 13°42′E / -31.8, 13.7 \| 9 km \| \| C \| 32°18′S 14°12′E / -32.3, 14.2 \| 5 km \| \| D \| 33°24′S 15°00′E / -33.4, 15.0 \| 8 km \| \| E \| 32°54′S 15°30′E / -32.9, 15.5 \| 6 km \| \| F \| 31°54′S 14°36′E / -31.9, 14.6 \| 5 km \| \| G \| 33°18′S 13°54′E / -33.3, 13.9 \| 16 km \| \| H \| 32°48′S 16°06′E / -32.8, 16.1 \| 4 km \| \| K \| 30°54′S 13°30′E / -30.9, 13.5 \| 11 km \| \| P \| 34°00′S 16°42′E / -34.0, 16.7 \| 22 km \| |          |
| Goodacre | Coordenadas | Diámetro |
| B        | 31°48′S 13°42′E / -31.8, 13.7 | 9 km     |
| C        | 32°18′S 14°12′E / -32.3, 14.2 | 5 km     |
| D        | 33°24′S 15°00′E / -33.4, 15.0 | 8 km     |
| E        | 32°54′S 15°30′E / -32.9, 15.5 | 6 km     |
| F        | 31°54′S 14°36′E / -31.9, 14.6 | 5 km     |
| G        | 33°18′S 13°54′E / -33.3, 13.9 | 16 km    |
| H        | 32°48′S 16°06′E / -32.8, 16.1 | 4 km     |
| K        | 30°54′S 13°30′E / -30.9, 13.5 | 11 km    |
| P        | 34°00′S 16°42′E / -34.0, 16.7 | 22 km    |